# حامد خسروی (بازیکن فوتبال)
حامد خسروی (زادهٔ ۲۵ اوت ۱۹۹۲) یک بازیکن فوتبال اهل ایران است.
از باشگاه‌هایی که در آن بازی کرده‌است می‌توان به باشگاه فوتبال استقلال تهران، باشگاه فوتبال استیل‌آذین تهران و باشگاه فوتبال شهرداری تبریز اشاره کرد.